# Kan Ishii
Kan Ishii (em japonês, 石井歓, Ishii Kan; Tóquio, 30 de Março de 1921 – Yokohama, 24 de novembro de 2009) foi um compositor de música erudita, irmão do também compositor Maki Ishii e o pai de Bac Ishii (1887-1982), foi um destacado dançarino de ballet.

## Biografia
A sua Symphonia Ainu ganhou um prémio no Art Festival de 1958, o que o levou a continuar o seu trabalho inspirado no primitivismo nacionalista.
O estilo musical de Kan Ishii apela directamente às emoções e mostra a influência de Carl Orff. Para além da composição de música para orquestra e voz, escreveu intensivamente para actuações em palco, incluindo seis óperas, três ballets e nove partituras de filmes, incluindo o filme de ficção científica de 1962 Gorath. Em 1986 aceitou leccionar na Shōwa Music College.
A entrada de Kan Ishii no IMDB noticia erradamente a sua morte em 1972.